# Denis Galloway
William Albert Denis Galloway (n. 5 martie 1878, Cardiff, Țara Galilor, Regatul Unit al Marii Britanii și Irlandei – d. 7 mai 1957, cunoscut ca Denis Galloway), a fost un artist și fotograf etnografic scoțian. Acesta s-a remarcat în timp ce a locuit în Noua Zeelandă și ulterior în România, unde a înregistrat obiceiuri și costume populare locale, din aproximativ 1914 până când s-a întors în Anglia în 1950.

## Biografie
Acesta era fiul mai mare al lui Sir William Galloway (1840-1927), profesor în minerit la Universitatea din Cardiff, și al Christianei Maud Mary Gordon (1853-1880).

## Activitate
Cu mici întreruperi (incluzând vizite în Anglia, Olanda, Germania și Polonia), Galloway a petrecut anii între 1926 și 1950 în România. Între 1927-1929 a lucrat pentru Muzeul Etnografic al Transilvaniei, petrecând 5 sau 6 luni în diferite zone etnografice ardelene. A pictat acuarele având ca tematici sărbătorile rurale tradiționale, acordând o atenție specială detaliilor fine ale costumelor populare tradiționale. A strâns obiecte și a făcut fotografii în regiunea Kalotaszeg (Țara Călatei), în Pădureni, Hațeg și în regiunea Banatului. Între 1930 și 1938 colaborarea lui Galloway cu muzeul s-a slăbit, dar există încă un număr mare de negative din acea perioadă, realizate în principal în județul Năsăud, în regiunile Țara Bârsei, Oaș și Bucovina. La 25 mai 1950, Galloway a contactat muzeul pentru ultima dată pentru a-i preda negativele, iar la vârsta de 72 de ani s-a întors în Anglia. În 1953, a devenit membru al Societății de folclor.
Denis Galloway a murit în 1957.